# Nurudea
Nurudea  (лат.) — род тлей из подсемейства Eriosomatinae (Fordini). Восточная Азия (Китай, Корея, Тайвань, Япония).

## Описание
Мелкие насекомые, длина 1,0—5,5 мм.
Ассоциированы с растениями Rhus. Близок к тлям рода Floraphis, с которым их иногда объединяют (Floraphis choui и Floraphis meitanensis)
.
- Nurudea choui (=Floraphis choui)
- Nurudea ibofushi Matsumura (= sinica Tsai & Tang)
- Nurudea shiraii (Matsumura)
- Nurudea yanoniella (Matsumura) (= Fuchsia rosea Matsumura)
- Nurudea meitanensis (=Floraphis meitanensis)